# Norra Lomtjärnen (Norra Råda socken, Värmland)
Norra Lomtjärnen är en sjö i Hagfors kommun i Värmland och ingår i Göta älvs huvudavrinningsområde.